# Kainova čelist
Kainova čelist je detektivní hádanka od Edwarda Powys Mattherse, publikovaná pod pseudonymem „Torquemada". Hádanka byla poprvé publikována v roce 1934 jako součást Torquemadovy knihy hádanek (The Torquemada Puzzle Book). Samostatně byla vydána v roce 2019 crowdfundingovým nakladatelstvím Unbound ve spolupráci s charitou The Laurence Sterne Trust. 
Vydání obou edic byla doprovázena soutěží – první čtenář, který hádanku úspěšně vyřešil, vyhrál peněžitou cenu. Kainova čelist byla označena za „jednu z nejtěžších a nejvíce matoucích slovních hádanek, které kdy vyšly."

## Název
Pojem Kainova čelist odkazuje na biblický příběh Kaina s Ábelem:
| „                               | V té lebce býval jazyk a mohla zpívat. Jak jí ten dareba mrštil o zem, jako by to byla čelist Kaina, jenž spáchal první vraždu! | “ |
| — Hamlet (jednání V., 1. scéna) | |   |

Přestože v samotných biblických textech se o konkrétním způsobu, kterým Kain svého bratra Ábela zavraždil, nepíše nic, v anglosaské literatuře se jako „první vražedná zbraň v historii” objevuje právě oslí čelistní kost, snad jako odkaz na příběh Samsona, který oslí čelistní kostí zavraždil „tisíc mužů”:
| „                             | I řekl Samson: „Oslí čelistí jsem pobil hromadu, dvě hromady, oslí čelistí jsem pobil tisíc mužů.“ Když domluvil, odhodil čelist. To místo nazval Rámat-lechí (to je Výšina čelisti). | “ |
| — Bible Kniha Soudců 15:16-17 | |   |

Spojení Kainova čelist tedy tradičně neodkazuje na část Kainova těla, ale na zbraň, kterou si k „první vraždě v historii" zvolil.

## Hádanka
Hádanka se skládá ze 100stránkového příběhu, ve kterém byly všechny strany přeházeny do špatného pořadí. V prvním vydání byla součástí svázané knihy. Ve druhém vydání už byly stránky vytištěny jako soubor 100 karet. 
K vyřešení hádanky musí čtenář určit správné pořadí stran a jména vrahů a obětí v příběhu. Text příběhu je plný citací, odkazů, tzv. spoonerismů (přeřeknutí typu „sobý hnusec") a dalších slovních hříček. Strany mohou být uspořádány do 9,33×10157 (faktoriál 100) různých kombinací, správná je však pouze jedna. 
Správné řešení nebylo dosud nikdy zveřejněno.

## Soutěže
Když byla hádanka poprvé vydána v roce 1934, cena pro „prvního čtenáře, který dokáže správně seřadit její strany a vysvětlit příběh šesti obětí zavražděných v Kainově čelisti, včetně celých jmen jejich vrahů" byla 25 liber. 
Poprvé byla hádanka vyřešena dvojicí S. Sydney-Turner a W. S. Kennedy v roce 1935. Slíbených 25 liber získali oba dva.
Nakladatelé edice z roku 2019 soutěž obnovili v tomto znění:
| „ | Cena 1000 liber (zhruba odpovídající hodnotě 25 liber v roce 1934) připadne prvnímu čtenáři, který bude schopný předložit jména obětí a vrahů, správné pořadí stran a krátké vysvětlení toho, jak k řešení došel. Soutěž poběží přesně jeden rok od data vydání. | “ |

 V listopadu 2020 byl vyhlášen vítěz, jímž byl komik a autor křížovek John Finnemore, který hádanku vyřešil během šesti měsíců v průběhu uzavření Velké Británie během pandemie covidu-19. 
Finnemore k hádance řekl: „Když jsem ji viděl poprvé, moje první myšlenka byla: ‚Tak tohle je naprosto nad mé síly.‛ Abych měl alespoň nějakou šanci to vyřešit, musel bych být z nějakého šíleného důvodu celé měsíce zavřený ve vlastním domě, nemohl nikam chodit a s nikým se vidět. Bohužel, vesmír mě slyšel."

## Druhý díl
Dne 13. února 2023 oznámil John Finnemore na svém blogu, že začal pro nakladatelství Unbound pracovat na oficiálním druhém dílu Kainovy čelisti. Tato zatím bezejmenná kniha se má skládat ze sta pohlednic, vždy s textem na jedné a ilustrací (rovněž od Finnemora) na druhé straně. Stejně jako v Kainově čelisti, i zde musí řešitelé pohlednice seřadit do správného pořadí. K vyřešení však tentokrát bude třeba vyluštit nejen hádanky v textu pohlednic, ale také ty, skryté v ilustracích na opačných stranách.
K zapojení vizuálních šifer vedly Finnemora dva důvody: Jednak ilustrace představují typ problému, který není možné řešit pouhým vyhledáváním na internetu, a tím celou hádanku přibližují původnímu vydání Kainovy čelisti ve 30. letech 20. století. A jednak tyto vizuální hádanky nejsou pevně svázané se zbytkem celé záhady, skryté v textu, a je proto možné se do řešení každé z nich pustit rovnou. Díky tomu jsou – v porovnání „s šílenstvím na druhé straně [pohlednic]" – o něco přístupnější a lépe řešitelnější.
Nakladatelství Unbound vyhlásilo i pro tuto knihu soutěž o 1000 liber pro prvního čtenáře, který pohlednice správně seřadí a bude znát „jména všech deseti obětí, jejich vrahů a způsobů vražd, a adresu, na které byla poslední oběť nalezena." Soutěž začne s vydáním druhého dílu a poběží přesně jeden rok.

## České vydání
Nakladatelství Argo zařadilo Kainovu čelist na seznam titulů plánovaných k vydání v druhém čtvrtletí 2024. Datum vydání bylo stanoveno na 30. 6. 2024. Překladatelkou textu je Michala Marková.
Nakladatelství ustoupilo od původní soutěže s peněžitou cenou a hádanku místo toho nazývá „sofistikovanou, vtipnou a ďábelsky rozčilující hrou"[zdroj?]:
| „ | Ono však není nutné seřadit správně úplně všechny lístky. Kdo jich dá ve správném pořadí za sebe třicet, je dobrý. Kdo padesát, je hodně dobrý. O stovce si mohou zdát jen ti nejlepší a nejtrpělivější. Složíte si detektivku ve správném pořadí? | “ |